# Leadership Institute du parti républicain
Le Leadership Institute du parti républicain est le lieu et l'organisme de formation de leaders politiques du parti républicain américain. Située à Arlington, il enseigne la « technique politique » telle que vue par le Parti républicain.

## Statut juridique
Cet institut est une organisation à but non lucratif 501 (c).

## Historique

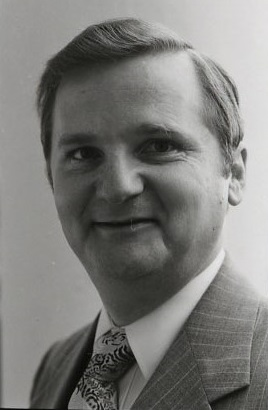
Morton Blackwell (ici en 1981, deux ans après qu'il a fondé le Leadership Institute du parti républicain;

En 1979 un militant conservateur du Parti républicain, Morton Blackwell fonde le Leadership Institute, pour « augmenter le nombre et l'efficacité des militants conservateurs » et « identifier, former, recruter et placer les conservateurs dans la politique, le gouvernement et les médias ». Blackwell est encore (en 2021) membre du Comité national républicain (Republican National Committee) l'organisme politique qui dirige le Parti républicain au niveau national, organisme chargé de développer et promouvoir l'idéologie républicaine et de coordonner les collectes de fonds, ainsi que les stratégies électorales.
En 2014, depuis sa création l'Institut avait formé 18 182 personnes. 
Depuis sa création, le Leadership Institute dit avoir formé plus de 161 271 étudiants, dont par exemple Grover Norquist, Ralph Reed, Jeff Gannon, le sénateur Mitch McConnell, le vice-président Mike Pence, James O'Keefe, les nouveaux membres du 113e Congrès et les élus dans les 50 États des États-Unis.
En 2020, le Leadership Institute proposait 44 types de séminaires de formation à son siège à Arlington, aux États-Unis mais aussi parfois dans des pays étrangers.

## Objectifs
La mission du Leadership Institute est d'augmenter le nombre et l'efficacité des militants et des leaders conservateurs dans le processus de politique publique. 
Pour cela l'Institut identifie, recrute, forme et place les conservateurs dans le gouvernement, la politique et les médias.
Fondé en 1979 par Morton C. Blackwell (qui en sera le premier président), le Leadership Institute (LI) veut former de nouvelles générations de dirigeants et cadres conservateurs rompus aux mécanismes du succès en politique, inébranlables dans leur engagement en faveur de la libre entreprise, d'un gouvernement limité, d'une défense nationale forte et des valeurs conservatrices. Les diplômés de l'Institut sont dotés de compétences pratiques et d'une formation professionnelle pour mettre en œuvre des principes solides grâce à des politiques publiques efficaces.
Le Leadership Institute fait partie du Conseil consultatif du Project 2025, un ensemble de propositions politiques conservatrices de droite proposé par la Heritage Foundation visant à transformer le gouvernement fédéral des États-Unis et à consolider le pouvoir exécutif si le candidat du Parti républicain remportait l'élection présidentielle de 2024.

## Campus Reform
Campus Reform est le site Web créé et géré par le Leadership Institute (LI). Il se présente comme un site d’information, conservateur, axé sur l'enseignement supérieur. (la traduction littérale du nom du site est réforme des campus, le mot campus ayant en Amérique un sens plus large qu'en France, recouvrant l'aire d'une université ou de lieux de formation supérieure courte)
Campus Reform utilise des étudiants comme journalistes ; ils y apprennent ou mettent en pratique un journalisme conservateur, rapportant ce que Campus Reform considère comme des « - partis pris libéraux » et des « abus de restrictions » à la liberté d'expression sur les campus américains. Une liste des «victoires» (allant de changements de politique d’universités à des licenciements) est tenue, sur un tableau effaçable à sec, au siège du site Web dans le « Leadership Institute » d’Arlington. 
En mai 2012, le site a appelé les étudiants conservateurs à protester contre les orateurs libéraux intervenant dans les universités (tels que la juge de la Cour suprême Sonia Sotomayor). 
Le site dit avoir enregistré 9,3 millions de pages vues en 2014. 
En septembre 2015, quelques jours après la tuerie du Washington Navy Yard, le site Campus Reform a été le premier à mettre en avant que David W. Guth (professeur agrégé de journalisme à l’université du Kansas, avait tweeté : « Le sang est sur les mains de la #NRA. La prochaine fois, que ce soit VOS fils et vos filles ». L'université a été inondée de plaintes, a du cesser une partie de ses activités et mettre Guth en congé payé temporaire pour le protéger.
En 2016, selon The Chronicle of Higher Education Sterling Beard était rédacteur en chef du site Campus Reform. En février 2018, il est remplacé par Lawrence B. Jones (qui travaille depuis pour Fox News, et ancien 'étudiant' de Campus Reform) [vérification échouée], lui-même remplacé en janvier 2020 par Cabot Phillips.
Le 8 juin 2017, ce site, dans une critique intitulée « Prof: 'le marbre blanc' dans les œuvres d'art contribue à la suprématie blanche », a rapporté les commentaires de S. Bond, enseignante de l'université de l'Iowa, qui avait la veille, sur un forum artistique en ligne (Hyperallergic) publié un essai relatif au fait que la statuaire de marbre blanc perpétue des canons de beauté qui ne sont pas nécessairement universels, et que selon elle, cette statuaire classique est trop souvent utilisée par des groupes d’extrême droite au service de la suprématie blanche. Selon Chris Quintana et Brock Read dans The Chronicle of Higher Education (2017), Heat Street et le National Review ont repris cette histoire à partir du site de Campus Reform et, en quelques jours, l’enseignante a commencé à recevoir des menaces de mort.
D’autres médias conservateurs ; anciens comme The National Review ; et plus récents comme Heat Street et The Blaze relayent souvent les mêmes controverses, en s'inspirant des rapports Campus Reform, sans recul, contextualisation ni informations supplémentaires.